# Agostino Apollonio
Agostino Apollonio (Sant'Angelo in Vado, ... – ...; fl. XVI secolo) è stato un pittore italiano del Rinascimento attivo intorno alla metà degli anni '30 del Cinquecento.
Lavorò con lo zio Luzio Dolci e visse a Castel Durante.